# Maupertuis (Manche)
Maupertuis ist eine Gemeinde im französischen Département Manche in der Normandie. Sie gehört zum Kanton Villedieu-les-Poêles-Rouffigny und zum Arrondissement Saint-Lô. Sie grenzt im Norden an La Haye-Bellefond, im Nordosten an Villebaudon, im Südosten und Süden an Percy-en-Normandie, im Südwesten an Hambye und im Westen an Le Guislain.   

## Bevölkerungsentwicklung

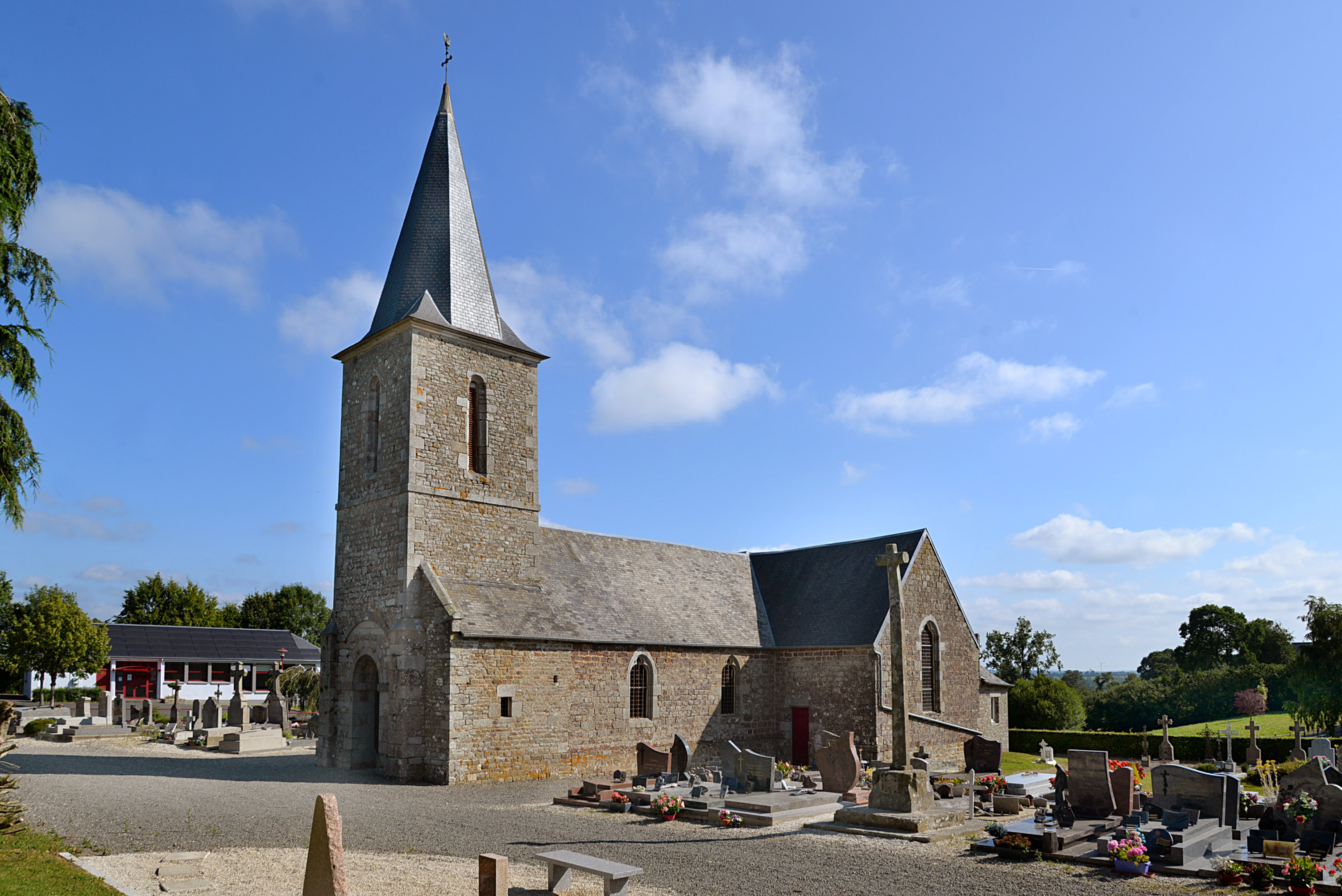
Kirche Saint-Pierre

| Jahr      | 1962 | 1968 | 1975 | 1982 | 1990 | 1999 | 2008 | 2018 |
| --------- | ---- | ---- | ---- | ---- | ---- | ---- | ---- | ---- |
| Einwohner | 185  | 176  | 158  | 140  | 131  | 127  | 135  | 140  |

## Persönlichkeiten
- Eugène Lecrosnier (1923–2013), römisch-katholischer Geistlicher, Bischof von Belfort-Montbéliard 1979–2000